# Igor Markevitch
Igor Markevitch, Markevich, właśc. ros. Игорь Борисович Маркевич, pol. Igor Borisowicz Markiewicz (ur. 14 lipca?/27 lipca 1912 w Kijowie, zm. 7 marca 1983 w Antibes) – dyrygent, pianista, kompozytor i pedagog pochodzenia rosyjskiego. Posiadał obywatelstwo włoskie (1947) i francuskie (1982).

## Życiorys
Jako dziecko wyjechał z rodzicami do Paryża, od 1916 roku mieszkał w Vevey w Szwajcarii. Uczył się gry na fortepianie od ojca i u Paula Loyonneta, następnie uczęszczał do Collège de Vevey. W 1925 roku za namową Alfreda Cortota rozpoczął studia w jego klasie fortepianu w École normale de musique w Paryżu, gdzie uczęszczał też na zajęcia Nadii Boulanger, Vittorio Rietiego i Paula Dukasa. W Paryżu nawiązał współpracę z Siergiejem Diagilewem, na zamówienie którego napisał Koncert fortepianowy (1929) i balet Rébus (1931). W 1930 roku debiutował jako dyrygent z Koninklijk Concertgebouworkest. W latach 1934–1935 odbył kurs dyrygentury u Hermanna Scherchena. W 1938 roku wystąpił w Warszawie, gdzie dyrygował wykonaniem swojej symfonii koncertującej Le nouvel âge. Okres II wojny światowej spędził we Włoszech, angażując się w działalność antyfaszystowskiego ruchu oporu. Od 1944 do 1948 roku działał we Florencji jako organizator i dyrektor artystyczny festiwalu Maggio musicale fiorentino. W późniejszym okresie poświęcił się przede wszystkim dyrygenturze.
Dyrygował orkiestrami symfonicznymi w Sztokholmie (1952–1955), Montrealu (1956–1960), Hanowerze (1957–1958), koncertami Lamoureux w Paryżu (1957–1962), orkiestrą radia i telewizji hiszpańskiej w Madrycie (1965–1972) i Orchestre Philharmonique de Monte-Carlo (1968–1973). W 1955 roku debiutował w Stanach Zjednoczonych z Boston Symphony Orchestra. W latach 1948–1955 prowadził kurs dyrygentury w Mozarteum w Salzburgu. Gościnnie wykładał w Meksyku (1957–1958), Moskwie (1963), Madrycie (1965–1969) i Weimarze (1975).
Jako kompozytor pozostawał pod wpływem twórczości Nadii Boulanger, Igora Strawinskiego i grupy Les Six. Dokonał licznych nagrań płytowych, w tym pierwszych rejestracji fonograficznych dzieł Nadii Boulanger, Luigiego Dallapiccoli, Dariusa Milhauda i Federica Mompou. Wspólnie z London Symphony Orchestra nagrał wszystkie symfonie Piotra Czajkowskiego. Opublikował prace Introduction à la musique (1940), Made in Italy (1949), Point d’orgue (1959).
Odznaczony został Krzyżem Wielkim hiszpańskiego Orderu Zasługi Cywilnej (1983).

## Ważniejsze kompozycje
(na podstawie materiałów źródłowych)

### Utwory orkiestrowe
- Sinfonietta (1929)
- Koncert fortepianowy (1929)
- Concerto grosso (1930)
- Ouverture symphonique (1931)
- Hymnes (1933)
- Petite suite d’après Schumann (1933)
- Hymne à la mort na orkiestrę kameralną (1936)
- Cantique d’amour na orkiestrę kameralną (1937)
- symfonia koncertująca Le nouvel âge (1937)
- Le Bleu Danube na orkiestrę kameralną (1946)

### Utwory kameralne
- Serenade na skrzypce, klarnet i fagot (1931)
- Partita (1932)
- Galop na 8 wykonawców (1932)
- Duo na flet i fagot (1939)

### Utwory fortepianowe
- Noces (1925)
- La Mort d’Icare (1933)
- Stefan le poète (1939–1940)
- Variations, Fugue and Envoi on a Theme of Handel (1941)

### Utwory wokalno-instrumentalne
- Cantate na sopran, chór mieszany i orkiestrę (1930)
- Psaume na sopran i orkiestrę kameralną (1933)
- oratorium Le Paradis perdu na sopran, mezzosopran, tenora, chór mieszany i orkiestrę (1935)
- 3 poèmes na głos i fortepian (1935)
- La taille de l’homme na sopran i 12 instrumentów (1939, niedokończone)
- symfonia koncertująca Lorenzo il magnifico na sopran i orkiestrę (1940)
- Inno della liberazione nazionale (1943–1944)

### Balety
- Rébus (wyst. Paryż 1931)
- L’Envol d’Icare (wyst. Paryż 1933)